# Joseph Vivien
Pour les articles homonymes, voir Vivien.
Joseph Vivien né en 1657 à Lyon (France) et mort le 5 décembre 1734 à Bonn (électorat de Cologne, Saint-Empire) est un peintre français.

## Biographie
Vivien part en 1677 pour Paris et se forme à l’Académie royale de peinture et de sculpture dans l’atelier de François Bonnemer. Il reçoit aussi des conseils de Le Brun. Il acquiert bientôt une grande réputation pour ses portraits et donne au pastel une force de ton et des effets que n’avait pas connus jusqu’alors ce genre de peinture.
Reçu à l’Académie royale de peinture en 1701 en tant que « peintre en pastel », il en est nommé conseiller quelque temps après et reçoit un logement aux Gobelins, avant de devenir premier peintre des électeurs de Bavière et de Cologne.
Joseph Vivien reste longtemps au service de l’électeur Maximilien-Emmanuel de Bavière, qui le considère beaucoup et l’a nommé son premier peintre. L’année de sa mort, il commence un grand tableau à l’huile représentant toute la famille électorale, qu’il veut porter lui-même à l’électeur de Bavière. Il se rend d’abord à Bonn, auprès de l’électeur de Cologne, mais son grand âge ne lui permet pas de supporter les fatigues du voyage et il meurt à Bonn, à la cour de l’électeur de Cologne.

## Œuvres
- Givors (Rhône), église Saint-Nicolas : L'Adoration des mages, may de Notre-Dame de Paris de 1698.
- Lyon, musée des Beaux-Arts : Autoportrait, vers 1715-1720.
- Paris, musée du Louvre :
  - Le Sculpteur François Girardon, 1701, pastel sur papier bleu, 69 × 79 cm[2] ;
  - Portrait de l'architecte Robert de Cotte, 1701, dessin.
- Rouen, musée des Beaux-Arts : Portrait présumé du financier Samuel Bernard, 1699, pastel.
- Saint-Pétersbourg, musée de l'Ermitage : Portrait de l'architecte Jules Hardouin-Mansart.
- Véron, église Saint-Etienne : Saint Gorgon et sainte Dorothée, huile sur toile.
- Localisation inconnue : Portrait mortuaire du père Nicolas Barré, la main gauche tenant le livre de la Règle, l'autre le cierge allumé symbole de la foi, du zèle, du bon exemple et de la lumière de gloire. L'œuvre fut dédiée à Mademoiselle de Guise, principale bienfaitrice du père Barré et de son institution[3]

Œuvres de Joseph Vivien
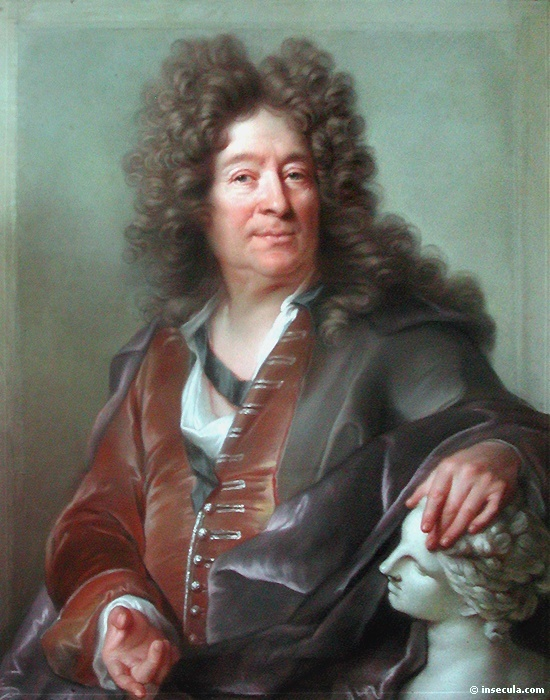
Portrait de Girardon (1701), Paris, musée du Louvre.
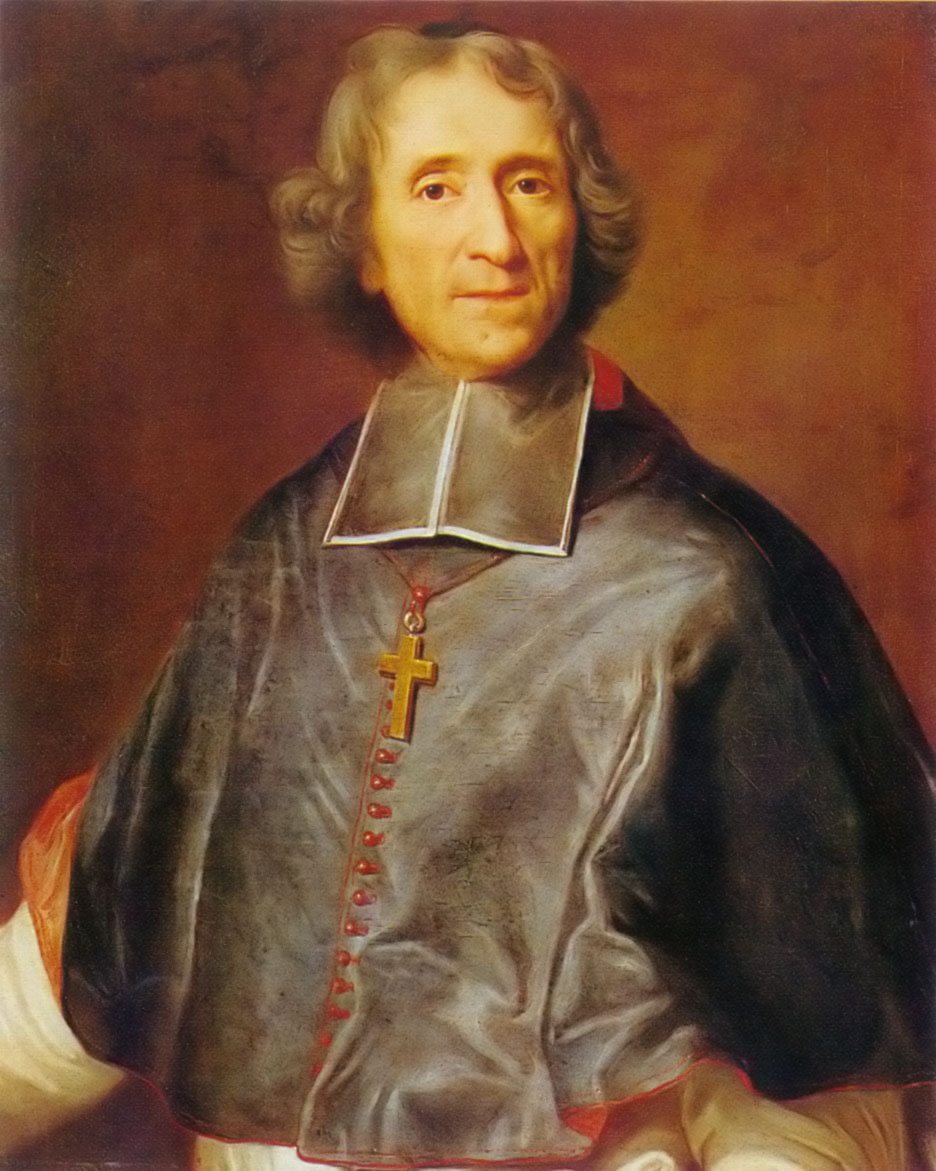
Portrait de Fénelon (1713), Munich, Alte Pinakothek.